# Station Kalterherberg
[
Station Kalterherberg is een voormalig spoorwegstation langs de Belgische spoorlijn 48 (Vennbahn) bij het gehucht Leykaul in de gemeente Bütgenbach bij de Duitse plaats Kalterherberg, een stadsdeel van Monschau. Deze spoorweg werd samen met de Oostkantons in 1919 bij het Verdrag van Versailles aan België toegewezen, alhoewel een groot deel ervan (zoals hier bij Kalterherberg) in Duitsland bleef doorlopen. In 1983 werd de spoorweg voor goederenvervoer gesloten. Van 1991 tot 2001 werd de lijn toeristisch geëxploiteerd door de vzw. Vennbahn. Sinds 2004 kan tussen Kalterherberg en Sourbrodt met spoorfietsen gereden worden.
Het traject van de Vennbahn en de daarbij horende infrastructuur is Belgisch grondgebied en behoort tot verschillende Belgische gemeenten. Zo ligt het voormalige station van Kalterherberg op het grondgebied van de gemeente Bütgenbach. De andere aan spoorlijn 48 in Duitsland liggende voormalige stations zijn Roetgen, Lammersdorf, Konzen en Monschau.
0,0: Stolberg (Rheinl) Hbf ·
1,1: Stolberg-Schneidmühle ·
2,5: Stolberg Mühlener Bahnhof ·
3,2: Stolberg-Rathaus ·
3,7: Stolberg Altstadt ·
3,8: Stolberg Hammer ·
8,9: Breinig ·
11,7: Hahn ·
13,2: Walheim ·
14,6: Schmithof ·
0,7: Raeren ·
11,7: Roetgen ·
18,2: Roetgen-Süd ·
20,6: Lammersdorf ·
24,2: Konzen ·
28,8: Monschau ·
35,8: Kalterherberg ·
42,8: Sourbrodt ·
Robertville ·
48,1: Nidrum ·
50,1: Weywertz ·
52,8: Faymonville ·
55,3: Waimes ·
58,2: Ondenval ·
62,0: Montenau ·
65,5: Born ·
72,4: Sankt Vith